# ばっどがーる
『ばっどがーる』（英: BADGIRL）は、肉丸による日本の4コマ漫画作品。『まんがタイムきららキャラット』（芳文社）にて、2021年2月号から4月号までゲスト掲載後、同年5月号より連載中。ニコニコ静画内の『きららベース』では本編の追っかけ連載に加えて番外編となるミニエピソードが掲載されている。
メディアミックスとして、テレビアニメが2025年7月から放送中。

## あらすじ
私立藤ヶ咲高校に通う主人公・優谷優は、学園のマドンナで風紀委員長の水鳥亜鳥を神と崇め、路傍の石の良い子から彼女の目に留まる不良を志すことに。幼馴染の涼風涼に見守られ、時に亜鳥からの接近に過呼吸を起こしながら、優は不良を目指していく。

## 登場人物
声の項はテレビアニメ版の声優。

### 主要人物
優谷 優（ゆうたに ゆう）
声 - 橘杏咲
誕生日：9月9日 / 身長：145.5cm / 体重：ひみつ
本作の主人公。私立藤ヶ咲高校1年。学園のマドンナで風紀委員長である亜鳥に憧れを超えた信仰心を持ち、彼女の目に留まるために不良を志している。エクステによるツートンヘアやピアス代わりのクリップなど、校則の範囲内で不良に寄せた外見をしているが、内面は成績優良かつ教職員からの評判も上々の優等生。亜鳥から不意の接近を受けると「コヒュッ」という声と共に過呼吸を起こしてしまう。
水鳥 亜鳥（みずとり あとり）
声 - 花宮初奈
誕生日：8月8日 / 身長：164cm / 体重：48kg
藤ヶ咲高校3年。風紀委員長。少しズレたところもあるが、才色兼備で周囲から敬愛される学園のマドンナ。優だけでなく校内外に「アトリスト」と呼ばれるファンを持つ。優のことはかわいい子犬のような存在だと認識している。
涼風 涼（すずかぜ すず）
声 - 松岡美里
誕生日：10月10日 / 身長：166cm / 体重：46kg
優の幼馴染。藤ヶ咲高校1年。生まれながらの金髪と目つきの悪さを備える「ナチュラル・ボーン・アウトロー」。不良を目指す優を見守っている。
瑠璃葉 るら（るりは るら）
声 - 花井美春
誕生日：3月31日 / 身長：146cm / 体重：なし
藤ヶ咲高校2年。「るー」の愛称で呼ばれ、可愛らしい顔立ちと小柄ながらグラマラスな体型で美容系Yチューバーや読者モデルとしても活動している学園のアイドル。自身の外見に絶大の自信を持っていたが、亜鳥を絶対視する優に打ち砕かれる。
水鳥 水花（みずとり みずか）
声 - 前田佳織里
誕生日：1月11日 / 身長：149.5cm / 体重：43kg
亜鳥の妹。藤ヶ咲高校1年で優や涼のクラスメイト。優に負けず劣らずの亜鳥ファン。
清木 清（すみき きよらか）
声 - Lynn
誕生日：11月11日 / 身長：161cm / 体重：44.5kg
亜鳥の友人。藤ヶ咲高校3年。図書委員長。大の女好き。

### ADC
優と亜鳥が生徒会行事で訪れた幼稚園に通う園児たちで結成された組織。組織名は「亜鳥様 大好き クラブ」の頭文字を取ったものである。
小毬 まりあ（こまり まりあ）
声 - 堀江由衣
ADCの頭取。
松田 なな（まつだ なな）
声 - 雨宮天
ADCの営業部長。
西川 まりも（にしかわ まりも）
声 - 佐倉綾音
ADCの人事部長。
毛利 りん（もうり りん）
声 - 上坂すみれ
ADCの副頭取。
泉 ゆめ（いずみ ゆめ）
声 - 早見沙織
ADCの生産管理部長。
青山 あおい（あおやま あおい）
声 - 内田真礼
ADCの経理部長。
鹿目 もみじ（かなめ もみじ）
声 - 鬼頭明里
ADCの企画・開発部長。

## 書誌情報
- 肉丸『ばっどがーる』芳文社〈まんがタイムKRコミックス〉、既刊5巻（2025年7月26日現在）[9]
  1. 2022年1月26日発売[10]、ISBN 978-4-8322-7346-7
  2. 2022年11月26日発売、ISBN 978-4-8322-7421-1
  3. 2023年8月25日発売、ISBN 978-4-8322-7478-5
  4. 2024年7月25日発売、ISBN 978-4-8322-9562-9
  5. 2025年7月26日発売、ISBN 978-4-8322-9649-7

## テレビアニメ
2024年6月28日、テレビアニメ化が発表された。2025年7月からTOKYO MXほかにて放送中。ナレーションは立木文彦。

### スタッフ
- 原作 - 肉丸[11]
- 監督 - 古田丈司[11]
- シリーズ構成 - 米村正二[11]
- キャラクターデザイン - 森本由布希[11]
- プロップデザイン - 柴田ユウジ[5]
- 美術監督 - 加藤レイ[5]
- 美術設定 - 川井憲[5]
- 色彩設計 - 佐野ひとみ[5]
- 撮影監督 - 岩崎敦[5]
- 編集 - 坂本久美子[5]
- 音響監督 - 高寺たけし[5]
- 音響効果 - 八十正太
- 音響制作 - ビットグルーヴプロモーション
- 音楽 - 桶狭間ありさ[11]
- 音楽制作 - キングレコード[5]
- 音楽プロデューサー - 諏訪豊
- プロデューサー - 諏訪豊、星野朗広、篠原猛、小笠原由記、角田章、小澤文啓
- アニメーションプロデューサー - 飯島弘志[5]
- アニメーション制作 - ブリッジ[11]
- 製作 - ばっどがーる製作委員会

### 主題歌
「すーぱーびっぐらぶ！」
天狼群（てんろうぐん）によるオープニングテーマ。作詞は烏屋茶房、作曲・編曲はヒゲドライバー。
「BAD SURPRISE」
天狼群によるエンディングテーマ。作詞・作曲・編曲はZAQ。
「はーと掻き回してアゲル♡」
瑠璃葉るら（花井美春）による第7話エンディングテーマ。作詞・作曲・編曲はMUTEKI DEAD SNAKE。

### 各話リスト
| 話数 | サブタイトル | 脚本     | 絵コンテ          | 演出       | 作画監督                                                | 総作画監督 | 初放送日      |
| ---- | --- | -------- | ----------------- | ---------- | ------------------------------------------------------- | ---------- | ------------- |
| #01  | 1話 今日からばっどがーる♡2話 悪い子になりたい♡3話 首輪と犬耳番外編 涼風さんは誤解されやすい                        | 米村正二 | 古田丈司          | 角田章     | 犬塚政彦 糸島雅彦 佐野聡彦 飯泉俊臣 陸田聡志 江上夏樹   | 森本由布希 | 2025年 7月6日 |
| #02  | 4話 ナチュラル・ボーン・エロリスト5話 秘密のクラブ6話 教えてください番外編 るらちゃんはチヤホヤされたい            | 米村正二 | 古田丈司          | 鈴木香代子 | 前嶋弘史 吴晓菜                                         | 柴田ユウジ | 7月13日       |
| #03  | 7話 だいっきらい♡8話 るーってかわいい？9話 ふぁーすときっす♡番外編 涼風さんは誤解されやすい                        | 米村正二 | 中村侑登 古田丈司 | 中村侑登   | 犬塚政彦 佐々木瞳 藤田ひかる                            | 犬塚政彦   | 7月20日       |
| #04  | 10話 ＡＤＣ幹部総会ニ集合セヨ11話 秘密の教室12話 るりるら・ランデブー番外編 るらちゃんはちやほやされたい           | 古田丈司 | 石平信司          | 駒井克行   | 江上夏樹 村上直紀 糸島雅彦 森悦史 161 161 沈陶裔 董立則 | 陸田聡志   | 7月27日       |
| #05  | 13話 しじみとホタテ14話 わっこいい♡15話 まな板へようこそ番外編 涼風さんは誤解されやすい                            | 飯島弘志 | 古田丈司          | 長岡義孝   | 山下聖美 松下純子 ISFORM 無錫弘興動畫公司               | 飯泉俊臣   | 8月3日        |
| #06  | 16話 時代は暴力17話 4(フォー)リンラブ18話 地獄で天国♡番外編 涼風さんはとなりに居たい                               | 米村正二 | 古田丈司          | 角田章     | 柴田ユウジ                                              | 柴田ユウジ | 8月10日       |
| #07  | 19話 衣替えパニック20話 敵ハ教室ニアリ 21話『カフェ・すくらんぶる』へようこそ！番外編 るらちゃんはちやほやされたい | 古田丈司 | 佐野聡彦          | 佐野聡彦   | 佐野聡彦 佐々木瞳 藤田ひかる                            | 犬塚政彦   | 8月17日       |

### 放送局
| 放送期間       | 放送時間                     | 放送局       | 対象地域 | 備考                                 |
| -------------- | ---------------------------- | ------------ | -------- | ------------------------------------ |
| 2025年7月6日 - | 日曜 1:00 - 1:30（土曜深夜） | TOKYO MX     | 東京都   |                                      |
|                |                              | BS11         | 日本全域 | BS放送 / 『ANIME+』枠                |
|                | 日曜 23:00 - 23:30           | AT-X         | 日本全域 | CS放送 / 字幕放送 / リピート放送あり |
| 2025年7月8日 - | 火曜 2:40 - 3:10（月曜深夜） | 北海道テレビ | 北海道   |                                      |
| 2025年7月9日 - | 水曜 2:00 - 2:30（火曜深夜） | 中国放送     | 広島県   | 原作者の出身地                       |

| 配信開始日   | 配信時間                   | 配信サイト |
| ------------ | -------------------------- | --- |
| 2025年7月6日 | 日曜 0:00（土曜深夜） 更新 | Amazon Prime Video U-NEXT dアニメストア ABEMA DMM TV バンダイチャンネル FOD Lemino ニコニコチャンネル ニコニコ生放送 アニメタイムズ Rakuten TV |

### BD
| 巻 | 発売日             | 収録話          | 規格品番  |
| -- | ------------------ | --------------- | --------- |
| 1  | 2025年10月15日予定 | 第1話 - 第3話   | KIXA-1015 |
| 2  | 2025年11月19日予定 | 第4話 - 第6話   | KIXA-1016 |
| 3  | 2025年12月17日予定 | 第7話 - 第9話   | KIXA-1017 |
| 4  | 2026年1月14日予定  | 第10話 - 第12話 | KIXA-1018 |

### CD
| 発売日        | タイトル     | 規格 | 規格品番                                                   |
| ------------- | ------------ | ---- | ---------------------------------------------------------- |
| 2025年9月24日 | KING OF EVIL | CD   | KICA-92640（初回限定アニメ盤） KICA-2640（アーティスト盤） |

### WEBラジオ
2025年7月9日より、音泉にて「TVアニメ『ばっどがーる』ワルラジ」の配信を行っている。パーソナリティは優谷優役の橘杏咲、水鳥亜鳥役の花宮初奈、瑠璃葉るら役の花井美春、涼風涼役の松岡美里。毎週水曜日更新。

### ユニットメンバー
1. 1 2  優谷優（橘杏咲）、水鳥亜鳥（花宮初奈）、涼風涼（松岡美里）、瑠璃葉るら（花井美春）